# Paroisse de Northesk
La paroisse de Northesk est à la fois une paroisse civile et un ancien district de services locaux (DSL) canadien du comté de Northumberland, au Nouveau-Brunswick. Le nom légal du DSL est la paroisse de North Esk, pas Northesk. Dans le cadre de la réforme de la gouvernance locale du 1er janvier 2023, le territoire du DSL a été réparti entre la communauté rurale de Miramichi River Valley et le district rural de Grand Miramichi.

## Toponyme
Northesk est probablement nommé ainsi en l'honneur de William Carnegie, 7e comte de Northesk (1758-1831), officier important de la Royal Navy à l'époque de la création de la paroisse.

## Géographie

### Situation
Northesk occupe un vaste territoire, le plus vaste de la province, au nord du comté de Northumberland. La ville la plus proche est Miramichi, située kilomètres à l'est de la partie la plus au sud du territoire. Il s'étend de la vallée de la rivière Miramichi, au sud, au mont Carleton (820 mètres), dans la région des Appalaches. Le DSL à une superficie de 3 335,33 km2.

### Hydrographie
Le principal cours d'eau est la rivière Miramichi, qui longe le sud du territoire et coule vers l'est. La plupart des cours d'eau du territoire se jette dans l'un de ses affluents, la rivière Miramichi Nord-Ouest. Les principaux sont, d'amont en aval, la Petite Rivière , la rivière Tomogonops, la rivière du Portage, le ruisseau Trout, la Grande Rivière Sevogle et la Petite Rivière Sevogle.
Un autre cours d'eau important est le fleuve Népisiguit. Il prend sa source dans les lacs Népisiguit, au nord-ouest du territoire, puis se dirige vers le nord-est.

### Hameaux
Dans la partie de Northesk située au bord du fleuve, plusieurs hameaux s'étendent entre les villages de Sunny Corner et d'Eel Ground. D'ouest en est se trouvent successivement Whitney, North Esk Boom et Stradaham. Le long de la rivière Miramichi Nord-Ouest, au nord de Sunny Corner, se trouve successivement Exmoor, Big Hole, Curventon, Sevogle, Wayerton. Plus à l'est de ces derniers se trouvent Lumsden Road et Trout Brook. Chaplin Island Road, Mapple Glen.

## Histoire
La paroisse de Northesk est située dans le territoire historique des Micmacs, plus précisément dans le district de Sigenigteoag, qui comprend l'actuel côte Est du Nouveau-Brunswick, jusqu'à la baie de Fundy. Il y avait un campement à l'embouchure de la rivière Clearwater, comprenant notamment un fortin. Il y aurait également un cimetière à deux miles en amont de la pointe Strawberry, près d'Eel Ground. Il se peut qu'il y avait aussi un campement aux chutes Indian, le long de la rivière Népisiguit.
Les berges du fleuve Mirmaichi sont colonisées par quelques Écossais avant 1785. Par la suite, quelques Loyalistes se sont établis de plus en plus vers le Nord-ouest et ont été rejoints par des immigrants anglais, écossais et Irlandais. L'établissement a rejoint la rivière du Portage en 1814 et la rivière Tomogonops avant 1819.
En 1825, le territoire est touché par les Grands feux de la Miramichi, qui dévastent entre 10 000 km2 et 20 000 km2 dans le centre et le nord-est de la province et tuent en tout plus de 280 personnes,. Sugary est fondé en 1878 grâce à la Free Grants Act (Loi sur les concessions gratuites) et peuplé par des néo-brunswickois.
Les mines Heath Steele sont exploitées de 1956 à 1999. Elles produisent alors du cuivre, du plomb et du zinc. La ligne de chemin de fer Heath Steele est inaugurée en 1957 afin de transporter le minerai. D'une longueur de 37 km, traversant une région au relief accidenté et coûtant 3 M$, la ligne est le plus grand projet ferroviaire en 40 ans au Nouveau-Brunswick. Le chemin de fer est abandonné en 1987.
La municipalité du comté de Northumberland est dissoute en 1966. La paroisse de Northesk devient un district de services locaux en 1967.

## Démographie
| 2001  | 2006  | 2011  | 2016  |
| ----- | ----- | ----- | ----- |
| 2 606 | 2 480 | 2 333 | 2 263 |

## Économie
Entreprise Miramichi, membre du Réseau Entreprise, a la responsabilité du développement économique.

## Administration

### Comité consultatif
En tant que district de services locaux, Northesk est en théorie administré directement par le Ministère des Gouvernements locaux du Nouveau-Brunswick, secondé par un comité consultatif élu composé de cinq membres dont un président. Il n'y a actuellement aucun comité consultatif.

### Commission de services régionaux
La paroisse de Northesk fait partie de la Région 5, une commission de services régionaux (CSR) devant commencer officiellement ses activités le 1er janvier 2013. Contrairement aux municipalités, les DSL sont représentés au conseil par un nombre de représentants proportionnel à leur population et leur assiette fiscale. Ces représentants sont élus par les présidents des DSL mais sont nommés par le gouvernement s'il n'y a pas assez de présidents en fonction. Les services obligatoirement offerts par les CSR sont l'aménagement régional, l'aménagement local dans le cas des DSL, la gestion des déchets solides, la planification des mesures d'urgence ainsi que la collaboration en matière de services de police, la planification et le partage des coûts des infrastructures régionales de sport, de loisirs et de culture; d'autres services pourraient s'ajouter à cette liste.

### Chronologie municipale

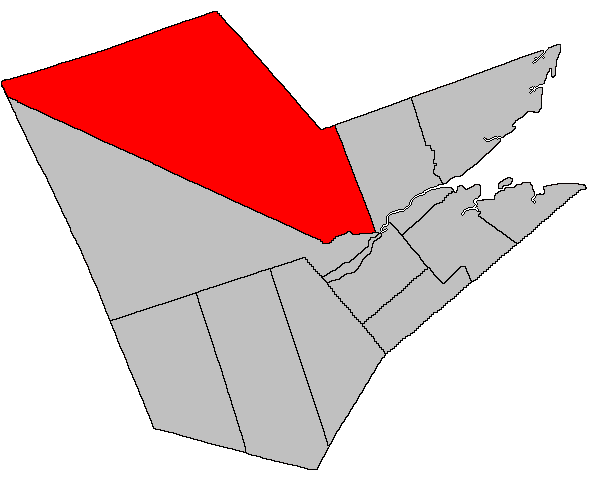
Situation sur une carte des paroisses civiles du comté de Northumberland (certains DSL et municipalités ne sont donc pas montrés).

### Représentation et tendances politiques
Nouveau-Brunswick : Northesk fait partie de la circonscription provinciale de Miramichi-Centre, qui est représentée à l'Assemblée législative du Nouveau-Brunswick par Robert Trevors, du Parti progressiste-conservateur. Il fut élu en 2010.
 Canada : Northesk fait partie de la circonscription électorale fédérale de Miramichi, qui est représentée à la Chambre des communes du Canada par Tilly O'Neill-Gordon, du Parti conservateur. Elle fut élue lors de la 40e élection fédérale, en 2008.

## Vivre dans la paroisse de Northesk
Le détachement de la Gendarmerie royale du Canada le plus proche est situé à Sunny Corner. Le bureau de poste le plus proche est quant à lui à Red Bank, dans la paroisse de Southesk.
Les anglophones bénéficient du quotidien Telegraph-Journal, publié à Saint-Jean et de l'hebdomadaire Miramichi Leader, publié à Miramichi. Les francophones bénéficient quant à eux du quotidien L'Acadie nouvelle, publié à Caraquet, ainsi que de l'hebdomadaire L'Étoile, de Dieppe.

### Transport
Sevogle River possède un aérodrome privé, dont le code OACI est CCM3. Il possède une piste en gravier traité longue de 3 100 pieds.

### Sport et parcs
Le Sentier international des Appalaches longe la route 385, à l'extrémité nord-ouest de Northesk.

### Religion
L'église St. James de Sevogle est une église catholique romaine faisant partie du diocèse de Saint-Jean.